# Tiger II
De Tiger II (latere benaming van de Panzerkampfwagen Tiger Ausf. B; Sd.Kfz. 182) was een 70 ton zware Duitse tank die tijdens de Tweede Wereldoorlog werd ingezet, onder meer tijdens het Ardennenoffensief. Hij werd ook wel Königstiger genoemd, wat Duits is voor Bengaalse tijger. Bij de geallieerden stond hij foutief bekend als de King Tiger.
Dit gevechtsvoertuig was de opvolger van de Tiger I en was met 70 ton de zwaarste tank die tijdens de Tweede Wereldoorlog door de Duitsers werd ingezet. De tank had voor op de koepel een pantsering van 185 mm en was uitgerust met het 88mm KwK 43 L/71-kanon. Dat was een van de krachtigste kanonnen uit de Tweede Wereldoorlog en kon het frontpantser van de meeste geallieerde tanks tot een afstand van 1500 meter doorboren. Het bereik was tien kilometer. De tank werd aangedreven door de twaalfcilinder HL 230 PB30 Maybach-motor van 700 pk, waarmee ook de lichtere Panther was uitgerust.

## Ontwikkeling
De Duitsers hadden in 1941 een zware tank in ontwikkeling, de Tiger, die door een combinatie van goede pantsering en sterke bewapening superieur zou zijn in een direct gevecht met alle bestaande tanks. Ondanks de hoge massa was de Tiger echter niet zo sterk gepantserd dat hij opgewassen was tegen de antitankkanonnen waarover de geallieerden naar verwachting weldra zouden kunnen beschikken. Daarbij nam door grondstoffentekorten de kwaliteit van het Duitse staal af. Hitler wilde dan ook zo snel mogelijk een betere tank in gebruik nemen, de Tiger II. Deze nieuwe tank moest niet alleen zwaarder gepantserd zijn, maar ook het sterke 88mm KwK 43 L/71-kanon kunnen dragen dat te groot was voor de geschutskoepel van de Tiger I. Dit nieuwe kanon moest compenseren dat de gebruikte munitie wegens tekorten aan wolfraam minder doorslagvermogen had.
In het voorjaar van 1942 begon de Henschel-fabriek met de eerste ontwerpen. Eerst werd een poging gedaan om zoveel mogelijk onderdelen van de Tiger I te combineren met delen van een te ontwerpen Panther II. Dat leverde het project VK 4502 (H) op. Dit werd echter afgewezen en vervangen door het project VK 4503 (H). Het behelsde in eerste instantie een vrij lichte tank met rechte pantsering. Pas later werd de vormgeving van de Panther gevolgd, zoals voorgesteld in februari 1943. Tegelijkertijd stelde Porsche twee ontwerpen voor van een VK 4502(P). Deze werden gebaseerd op de romp van het Porsche-ontwerp van de Tiger I en verschilden in de plaatsing van de geschutstoren: vooraan of achteraan. Porsche en Henschel presenteerden tegelijkertijd een maquette op 20 oktober 1943. De keuze viel op het Henschel-ontwerp. Krupp had toen al vijftig geschutstorens ontworpen en gebouwd, met een verticaal afgeronde voorzijde en een elektrische aandrijving. Die werden nu gebruikt voor de eerste exemplaren van de Tiger II; daarna werd een tweede ontwerp van Krupp toegepast met een rechte voorplaat en hydraulische aandrijving waarvoor op 6 december een bestelling uitging.
In november 1943 was het eerste exemplaar van de Tiger II klaar, deel van een voorserie van drie voertuigen. De serieproductie werd in december opgestart. In januari 1944 liepen de eerste Königstiger in massaproductie van de band. De productie werd echter gehinderd door geallieerde luchtaanvallen op de Henschel-fabrieken. In totaal zijn er slechts 489 van de oorspronkelijk 1500 bestelde exemplaren gebouwd, plus de drie testmodellen. De productie kwam traag op gang: vijf in januari en februari; zes in maart en april 1944. Vervolgens steeg het aantal per maand geproduceerde tanks: vijftien in mei, 32 in juni, 45 in juli om een piek te bereiken van 94 in augustus. Door de bombardementen klapte de productie in elkaar: 63 in september; slechts 26 in oktober en november. Een kortstondig herstel bracht het aantal op 56 in december maar daarna zakten de cijfers weer terug: veertig in januari 1945; in februari nog 42; en in maart de laatste dertig. De productiekosten per exemplaar bedroegen uiteindelijk 321 500 Reichsmark voor het casco.

## Beschrijving

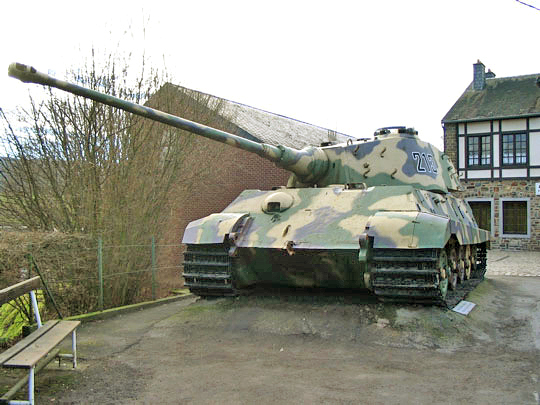
Tiger II - voorzijde

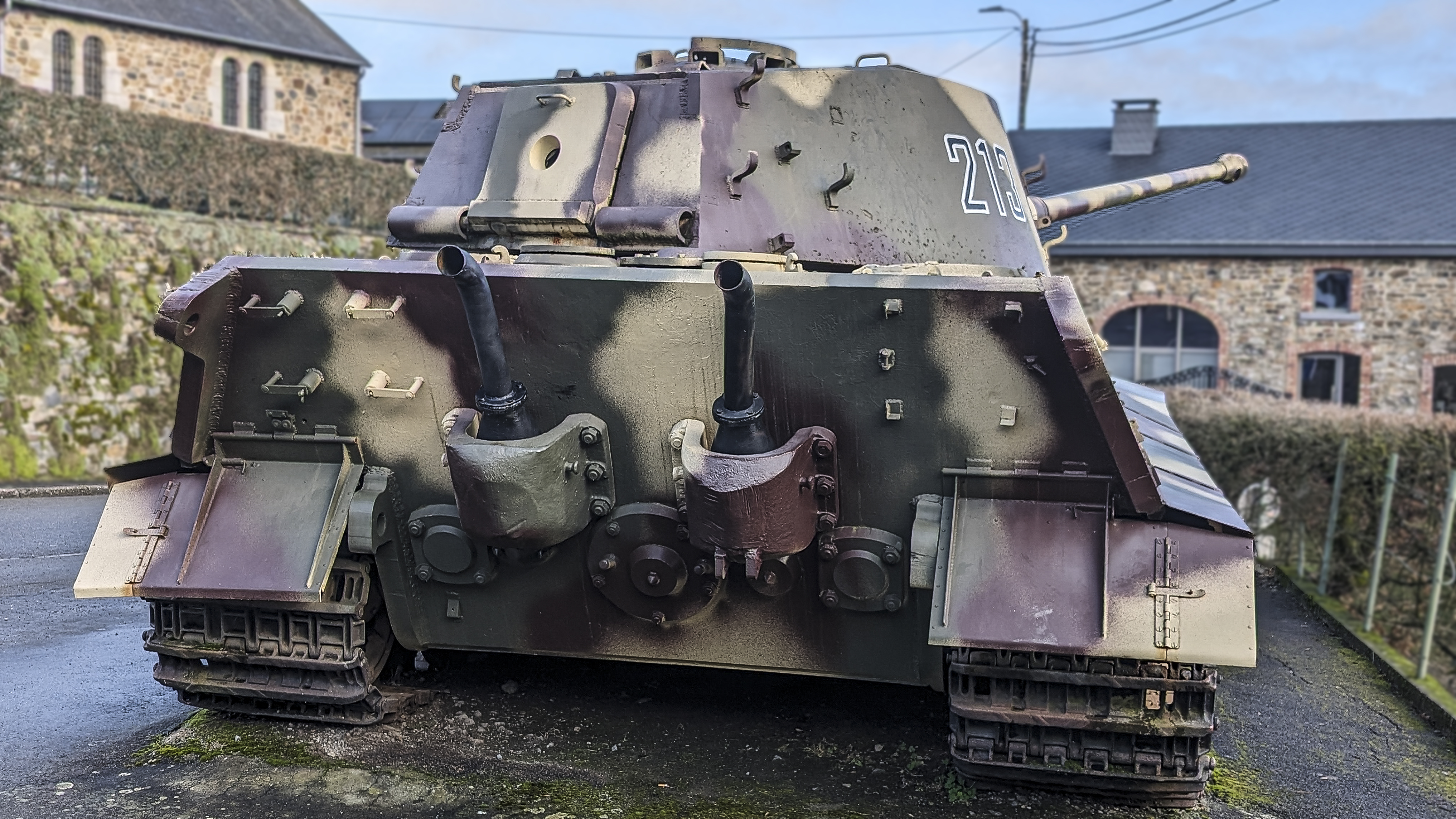
Tiger II - achterzijde

De Tiger II was zwaar, niet alleen voor zijn tijd maar ook naar huidige normen. Zijn massa lag dicht tegen de grens van 70 ton waarboven de mechanische betrouwbaarheid van een rupsvoertuig van deze grootte snel afneemt. De hoge massa was onder andere een gevolg van het feit dat de Duitsers geen gegoten geschutskoepel konden produceren waardoor de koepelvorm inefficiënt was. Een andere factor was dat men door een tekort aan molybdeen voor de pantserproductie, over het horizontale vlak gemeten een dikker pantser nodig had om het gewenste beschermingsniveau te halen. De problemen werden enigszins beperkt door de toepassing van een op 50° afgeschuind (150 mm) romppantser, dat met dezelfde massa zo'n 40% meer bescherming bood dan de 233 mm nominale dikte in het horizontale vlak en een efficiëntere vormgeving mogelijk maakte. Men bleef echter aan oude gewoonten vasthouden, zoals het aan de voorkant plaatsen van het aandrijfrad, het indelen van een vijfde bemanningslid en een zeer ruime munitievoorraad — hoewel de kans om een vijandelijke tank met één schot te vernietigen door het krachtige kanon sterk vergroot was. Door de korte ontwikkelingsperiode was er geen tijd om de deelcomponenten effectief op elkaar af te stemmen.
De massa van de tank zorgde voor een hoog brandstofverbruik en beperkte de actieradius. Doordat de motor te zwak was voor deze tank en er problemen met de versnellingsbak waren, was de Tiger II lastig bestuurbaar. De ophanging was niet berekend op de grote massa en sleet dan ook snel.
In een rechtstreeks gevecht was de Tiger II superieur aan iedere geallieerde tank, want hij kon de meeste tanks uitschakelen op meer dan 1500 meter, terwijl geallieerde tanks de Tiger II dikwijls alleen van dichtbij en van opzij konden vernietigen. Vooral wanneer de Tiger II in een defensieve rol gebruikt werd, had hij geen last van zijn tekortkomingen en kon hij bijna alleen uitgeschakeld worden vanuit de lucht of door een toevalstreffer op een zwakke plek. Zo'n 80% van de Tiger II ging verloren door oorzaken die niets te maken hadden met vijandelijke actie: brandstoftekort, mechanisch defect, blokkade door gesprongen of te zwakke bruggen, omsingeling en insluiting. Slechts 20% ging verloren door vijandelijk vuur, waarvan nog eens een kleine helft door luchtaanvallen. Tijdens het Ardennenoffensief en ook daarna werden veel Tiger II vernietigd door de eigen bemanning omdat het geallieerde luchtoverwicht verhinderde dat de brandstofvoorraden de gevechtseenheden bereikten. De bemanning had de vaste opdracht om de tank te vernietigen als ze achtergelaten moest worden.
In een klassieke omtrekkingsbeweging trachtten geallieerde tanks een voltreffer te plaatsen op de zij- of achterkant van de tank. Gemiddeld gingen bij een directe confrontatie zes tot zeven M4 Sherman's verloren tegen één Tiger II, tenzij het Fireflies waren, uitgerust met het kanon Ordnance QF 17-pounder (76,2 mm), waardoor de verliezen van dit type aanzienlijk lager lagen. Er zijn geen verslagen of foto's bekend die bewijzen dat de frontale bepantsering van de Tiger II ooit werd gepenetreerd door geallieerd geschut, met uitzondering van voltreffers door Sovjet-122mm-kanonnen precies op de verbinding van de beide voorplaten tijdens een beproeving van een buitgemaakt voertuig. Dergelijke verbindingen vormen een zwakke plek en zwaardere granaten zijn veel minder gevoelig voor afketsing. De bovenplaat was dan ook extreem sterk, met een equivalente pantsering van zo'n 320 mm.
Naar moderne maatstaven was de Tiger II niet zo sterk gepantserd, ook niet als we afzien van de laatste ontwikkelingen in pantsermateriaaltechnologie. De Britse Chieftain haalde in de 1960 al een equivalente bepantsering die dubbel zo hoog lag terwijl de massa 15 ton lager was, hoewel er gewoon gietstaal gebruikt werd.

## Vergelijking met belangrijkste tegenhangers
Niet alleen Duitsland maar ook de Sovjet-Unie en de VS introduceerden op het eind van de oorlog zware tanks. Het oorspronkelijk ontwerpdoel van de Tiger II was om de Duitse tanks een voorsprong in bewapening en bepantsering te geven op de geallieerden en dit te behouden. De verwachting van Adolf Hitler dat er een krachtige en blijvende wedloop op dit gebied zou plaatsvinden kwam echter niet uit. De geallieerden beperkten zich voornamelijk tot een verbetering van de al in productie zijnde typen, de T-34 en M4 Sherman. Hierdoor konden ze de productieaantallen hoog houden terwijl de achterstand van Duitsland op dit gebied verergerd werd door de introductie van een heel nieuwe generatie zware tanks, die eigenlijk niet nodig was. De Amerikanen voerden nog net op het eind van de oorlog de M26 Pershing in die speciaal bedoeld was om het tegen de Tiger II op te nemen. De Amerikaanse tank was minder gepantserd en daardoor lichter.
De Sovjet-Unie bracht de IS-2 in productie; deze tank speelde echter een heel andere rol dan de Tiger II; het was een gespecialiseerde aanvalstank die zwaar versterkte stellingen moest doorbreken en als typische vijand de Duitse antitankkanonnen had. Meestal droegen deze "Stalintanks" dan ook een munitievoorraad die vooral uit brisantgranaten bestond. Hoewel effectief ongeveer even zwaar gepantserd en bewapend was dit type een 25 ton lichter; een gevolg van het feit dat de Sovjets de prioriteit legden bij de basisparameters van massa, bewapening en pantsering en niet bij de ergonomie of allerlei technische snufjes. De Sovjettanks vermeden het tank-tegen-tankgevecht met de Tiger II. Zowel de zware Amerikaanse als de Sovjettank waren in theorie al op langere afstand kwetsbaar voor de 88mm KwK 43 L/71 van de Tiger II en zouden grote moeite gehad hebben zijn romppantser aan de voorkant te doorboren.

## Operationele geschiedenis

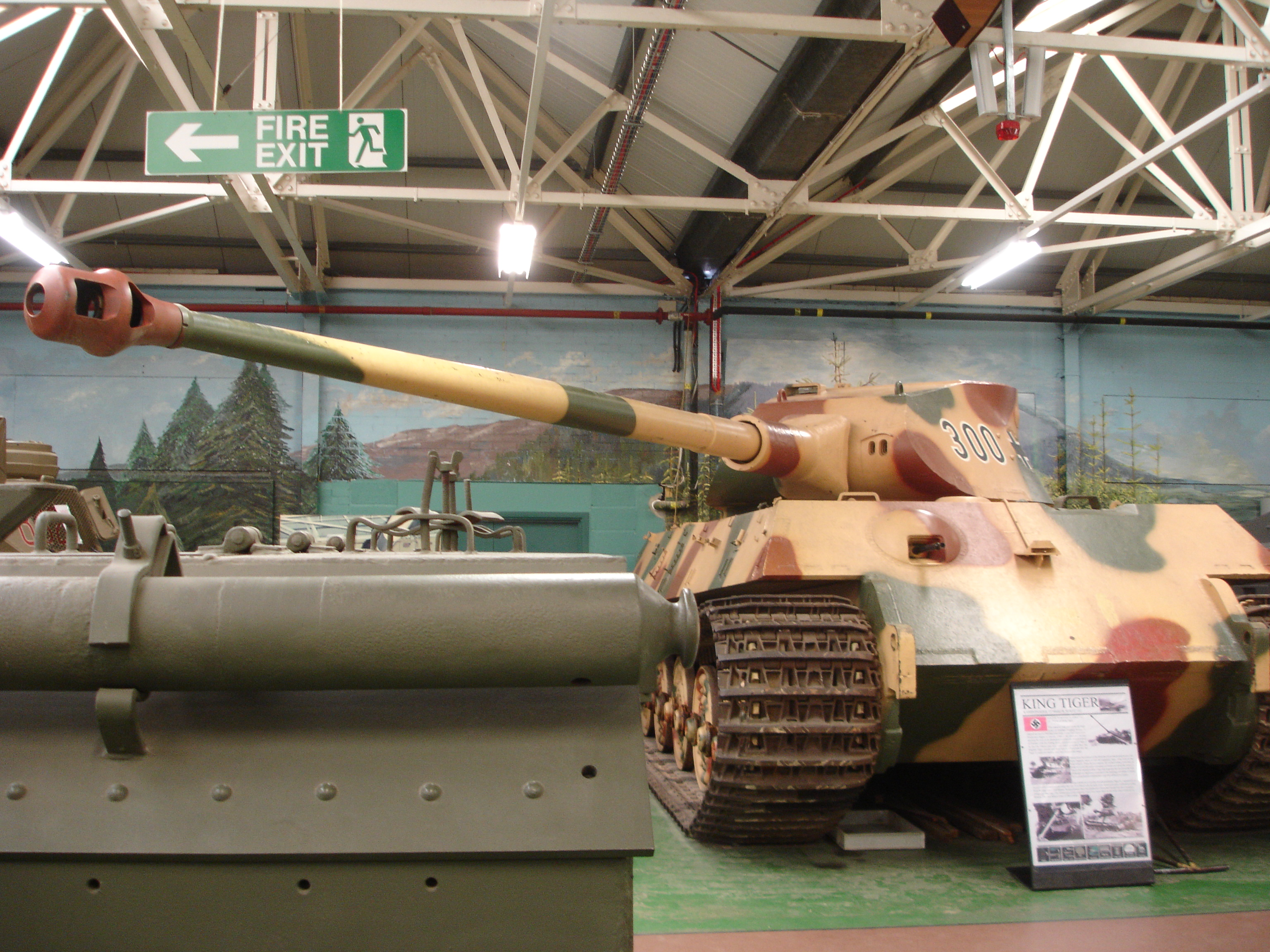
Een Tiger II met een vroege toren in The Tank Museum te Bovington Camp

De Tiger II werd in dezelfde eenheden als de Tiger I gebruikt, de onafhankelijke schwere Panzer-Abteilungen, en verving deze geleidelijk vanaf maart 1944; in 1944 trok men meestal een heel bataljon naar Duitsland terug om dat in een keer om te laten bouwen op het nieuwe type. Voor alle maanden waarvan nog exacte cijfers bekend zijn, liggen de verliezen veel lager dan de productieaantallen, met een maximum van dertig in december 1944. Het aantal beschikbare Tiger IIs groeide dan ook geleidelijk naar een piek van 226 in februari 1945, de laatste maand waarover gegevens beschikbaar zijn. Die stijging compenseerde voor ongeveer de helft van de gelijktijdige daling van het aantal Tiger I's. De organieke sterkte van de Tiger-eenheden nam met een derde af. Een analyse van de prestaties van de Tiger II in vergelijking met de Tiger I wordt zeer bemoeilijkt doordat de meeste Duitse documenten uit die periode geen onderscheid maken tussen de beide typen. De inzetbaarheid van de tanks bij de Tiger-eenheden nam niet significant af in de periode dat de Tiger II werd ingevoerd en bleef duidelijk hoger dan die bij eenheden met andere tanks, wat niet in overeenstemming is met de slechte reputatie van de Königstiger. Het is onduidelijk of de grotere kracht van het kanon het feit compenseerde dat er door de overgang op een nieuw type minder tanks beschikbaar kwamen; het belang van de zwaardere pantsering voor de verliescijfers lijkt gering.

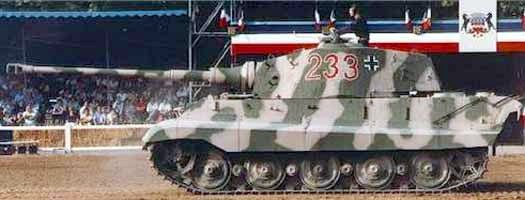
De enige nog rijdende Tiger II, in het Musée des Blindés te Saumur

Door het kleine absolute aantal tanks lijkt het operationeel belang van de Tiger II gering. Maar dit type maakte, mede door de hogere inzetbaarheid, in de tweede helft van 1944 steeds zo'n tien procent uit van alle Duitse tanks aan het oostfront en vertegenwoordigde door de grotere gevechtskracht per tank een nog groter deel van de slagkracht van de Panzertruppe. Aan het westfront was het aantal Tiger II nog geringer. Nooit meer dan enkele tientallen voertuigen waren aan het hele front gelijktijdig inzetbaar, afgezien van de 150 die werden ingezet bij de slag om de Ardennen.

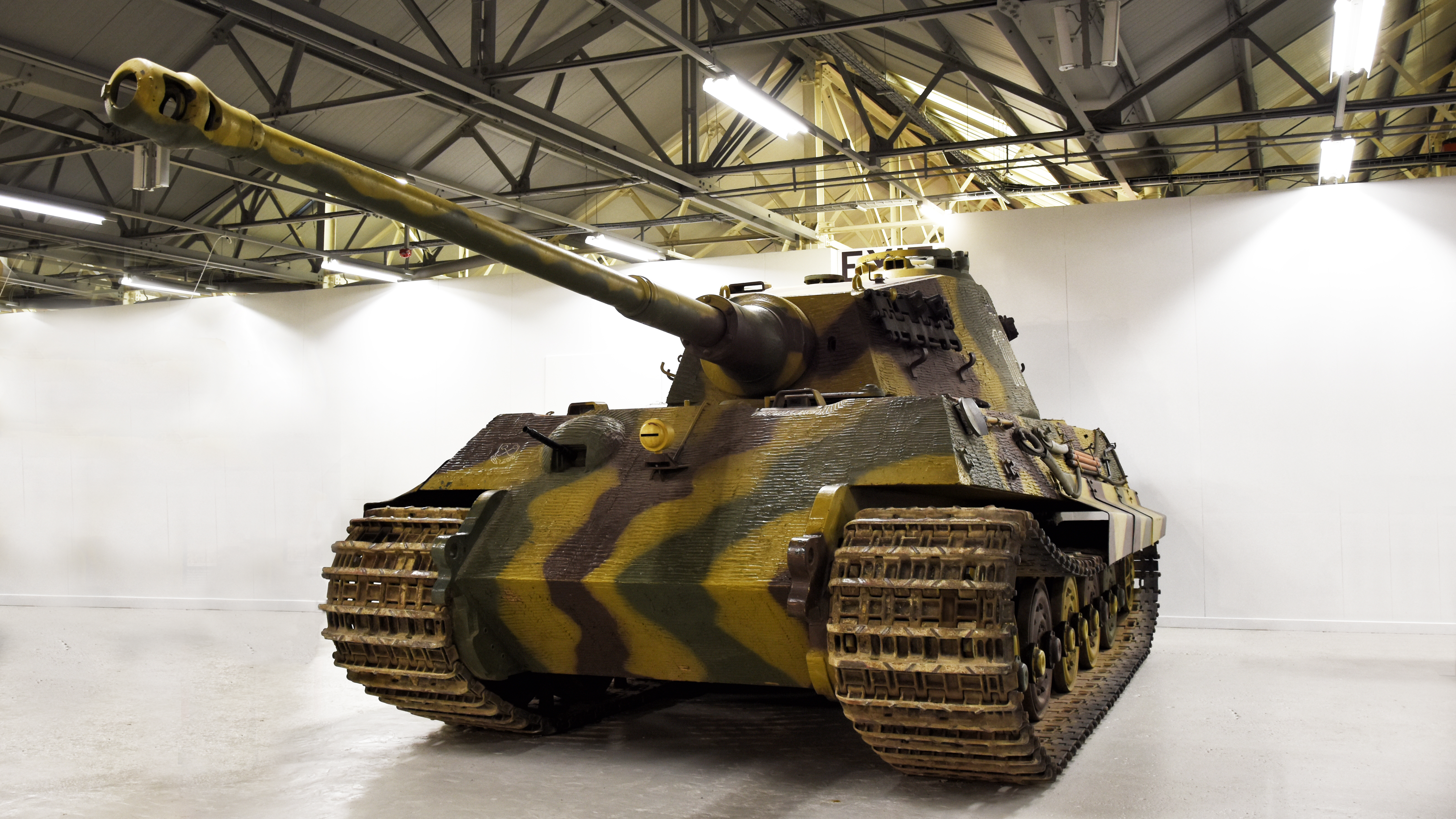
Tiger II in The Tank Museum te Bovington Camp

De schwere Heerespanzerabteilung 503 kreeg in juni 1944 twaalf Tiger II. Deze werden vanaf 11 juli ingezet in de Slag om Normandië. De schwere Heerespanzerabteilung 501 werd in juni teruggetrokken om over te schakelen en keerde in augustus met 45 Tiger II tanks aan het oostfront terug. Eind juli kreeg zowel de derde compagnie van de schwere Heerespanzerabteilung 503 als de eerste compagnie van schwere SS-Panzerabteilung 101 veertien exemplaren. De schwere Heerespanzerabteilung 505 schakelde in juli en augustus om en ging in september naar het oostfront. De schwere Heerespanzerabteilung 506 was in september met de omschakeling bezig toen de eenheid overhaast werd ingezet in de Slag om Arnhem. In september werd ook de schwere Heerespanzerabteilung 503 volledig met Tiger IIs uitgerust en daarna ingezet bij Boedapest. De schwere SS-Panzerabteilung 101 schakelde in de herfst helemaal om en werd in december 1944 ingezet in het westen. De laatste eenheid die nog in zijn geheel kon omschakelen was de schwere Heerespanzerabteilung 509 die in januari in Hongarije ingezet werd. Geen van deze eenheden had een materieelreserve en er was zelden aanvulling mogelijk. In 1945 konden nog slechts Tiger I's geleidelijk vervangen worden.
Een opmerkelijk inzet van de Tiger II in België was tijdens het Ardennenoffensief. In plaats van een verdedigende rol te spelen werd het type ingezet als doorbraaktank. In La Gleize en de onmiddellijke omgeving liet Kampfgruppe Peiper een half dozijn Königstiger achter. De Amerikanen gingen met hun M4 Shermans en M10 (tankjager)s een duel aan met de Tiger II (torennummer 213) tijdens het beleg van La Gleize en slaagden er met een toevalstreffer de kanonloop doormidden te schieten.

## Overgebleven exemplaren
De enige gerestaureerde Tiger II in rijdende toestand bevindt zich in het Musée des Blindés te Saumur in Frankrijk.
Het exemplaar dat bewaard is in het Belgische La Gleize werd na de oorlog van verschroting ten behoeve van de Luikse hoogovens gered in ruil voor een fles cognac. De tank werd naar het gemeenteplein gesleept en daar opgesteld. In de jaren 1970 werd de loop door arbeiders van Cockerill gerestaureerd; zij het dat voor het uiteinde van de loop een deel van een 7,5 cm kanon van een Panther-tank werd gebruikt. Dit karwei werd zo nauwgezet uitgevoerd dat de lasnaden voor de leek onzichtbaar zijn.
Andere exemplaren bevinden zich in het Schweizerisches Militärmuseum Full te Full in Zwitserland, The Tank Museum te Bovington Camp in Engeland, Pantsermuseum Munster te Munster in Duitsland, Fort Knox in de Verenigde Staten, Shrivenham in Engeland, Koebinka Tank Museum te Koebinka in Rusland.